# Falabella
Das Falabella ist eine argentinische Miniaturponyrasse.
Hintergrundinformationen zur Pferdebewertung und -zucht finden sich unter: Exterieur, Interieur und Pferdezucht.

## Exterieur
Der Kopf ist fein geschnitten und von mittlerer Größe mit geradem oder leichtem Hechtprofil. Die Ohren sind klein und beweglich. Fohlen besitzen meist eine stark gewölbte Stirn. Der gut angesetzte Hals darf nicht zu kurz sein; der Widerrist ist wenig ausgeprägt. Der kurze, gerade Rücken geht in eine schräge Kruppe über. Die Schultern sind mäßig steil. Die Beine sollten kräftig, aber schlank und nicht zu kurz sein; teilweise wirken sie im Verhältnis zum Körper jedoch etwas unterproportioniert. Die Miniponyrasse erreicht ein Stockmaß von maximal 86,4 Zentimetern (34 Zoll); Fohlen messen teilweise unter 40 Zentimetern.
Das Falabella wurde ausschließlich auf geringe Größe, nicht auf Farbe gezüchtet, sodass alle Farben zu finden sind. Schecken sind sehr verbreitet, vor allem bei Ponys, die auf Schauen vorgestellt werden sollen. Mähne und Schweif sind dicht und buschig.

## Verwendung

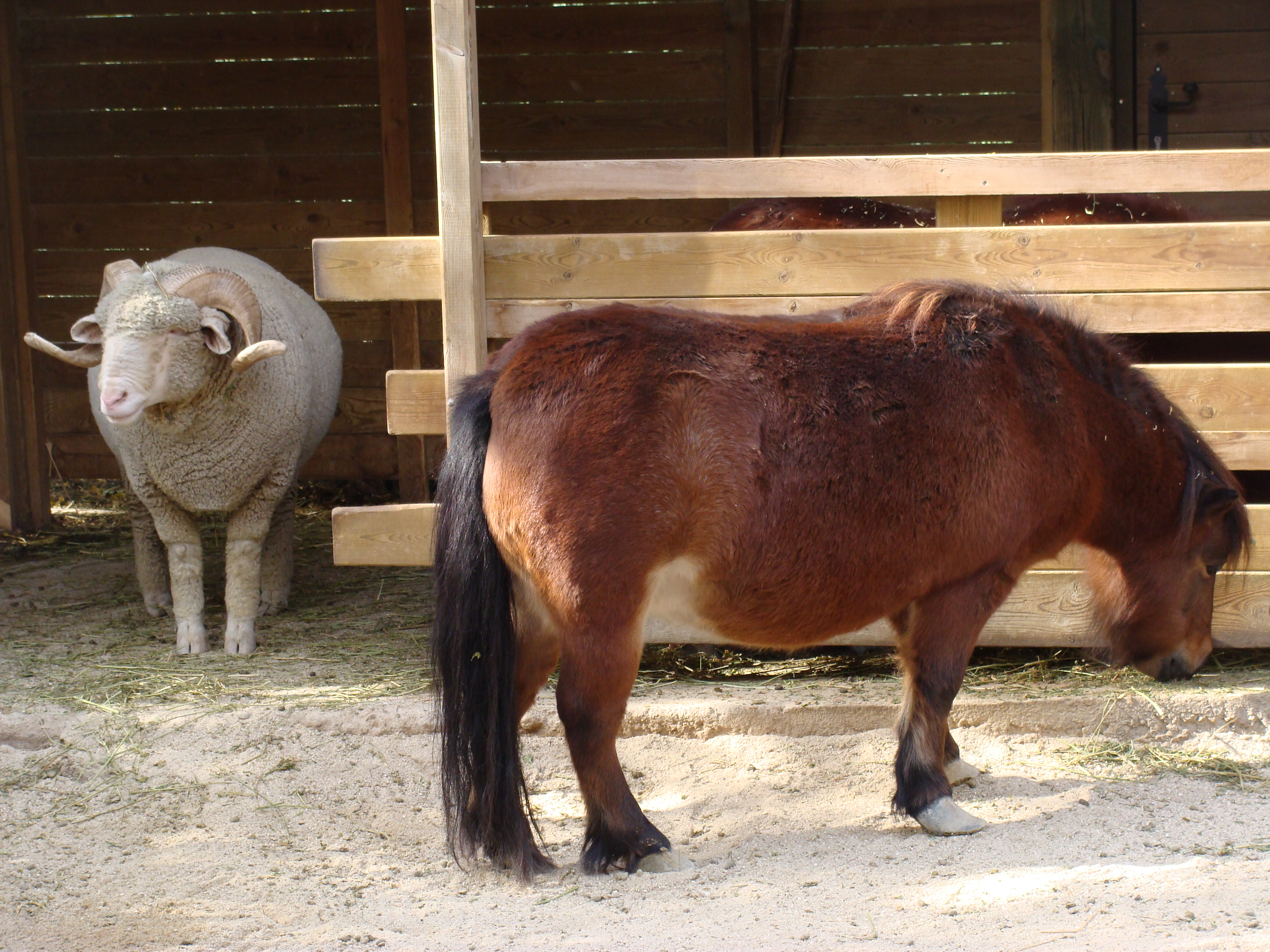
Falabella neben Hausschaf

Aufgrund seiner geringen Größe – das kleinste war 1978 gerade 30,4 cm groß – kann das Falabella nicht geritten werden und wird üblicherweise nicht beschlagen.
Das Falabella wird hauptsächlich als Schau- und Modepony genutzt, manchmal auch als Kutschpony für kleinere Kutschen. 

### Blindenführpferd
Aufgrund ihrer Intelligenz und Umgänglichkeit werden in den letzten Jahren Falabellas für blinde Menschen als Ersatz für Blindenführhunde ausgebildet. Es gibt bereits Tiere, die im täglichen Einsatz blinden Menschen helfen, ihre Mobilität zu erhöhen. In den USA haben Pferde mit entsprechender Ausbildung gesetzlich denselben Status wie Blindenführhunde.
In den vergangenen Jahrhunderten haben zahlreiche Einsätze an Kriegsschauplätzen und bei der Polizei gezeigt, dass Pferde auch in sehr stressbelasteten Situationen ruhig bleiben können. Das sind Gründe, die aus Sicht der Guide Horse Foundation, einer Organisation, die Blindenführpferde ausbildet, Pferde zu geeigneten Tieren machen; ebenso die lange Lebenserwartung von über 30 Jahren, das große Sichtfeld des Pferdes und eine evtl. günstigere Ausbildung. Blindenpferde werden vor allem von Blinden mit Hundehaarallergie geführt, es gibt aber auch Blinde aus dem arabischen Kulturkreis, die Hunde ablehnen und daher Blindenführpferde bevorzugen.

## Zuchtgeschichte
Ihren Namen erhielten die argentinischen Ponys nach der ersten Züchterfamilie aus der Nähe von Buenos Aires. Falabellas führen beinahe ausschließlich Shetland-Blut; die geringe Größe und das elegantere Erscheinungsbild wurden durch systematische Selektion erreicht. In geringem Maße wurde auch Englisches Vollblut zur Veredelung eingekreuzt. Falabella-Ponys sind zu klein, um zur Arbeit verwendet werden zu können. Die größeren Exemplare sind jedoch durchaus in der Lage, im Zwei- oder Vierspänner leichte Kutschen mit bis zu zwei Erwachsenen zu ziehen. Zentral wird die Rasse allerdings für Schauen verwendet, wodurch sich auch die extreme Selektion auf Größe erklärt, die teilweise zu Lasten der Robustheit und Gesundheit der Pferde geht. So wird die überwiegende Mehrheit der Falabella-Fohlen per Kaiserschnitt auf die Welt gebracht. Durch das geringe Körpergewicht können die Ponys auch nicht bedenkenlos im Freien gehalten werden, da sie leicht frieren.